# Якса из Копаницы
Я́кса из Копаницы (Копаника) (умер после 1157, а по одной из трёх версий, возможно, после 1178 года) — славянский князь племени спревян. В 1155—1157 был правителем Бранибора и князем гавелян (самоназвание — стодоряне). Боролся за эти земли с Альбрехтом Медведем, основателем будущей Бранденбургской марки, который овладел славянской крепостью Бранибор и превратил её в Бранденбург.

## Идентификация
О данном правителе сохранилось немного известий. Его имя пытаются сопоставить и объяснить из иных (например Ajax, Jacxo, Jaksa, Jason, Jaxa, Jaxsco, Laksa, Lasla, Sackzo, Saxzo).

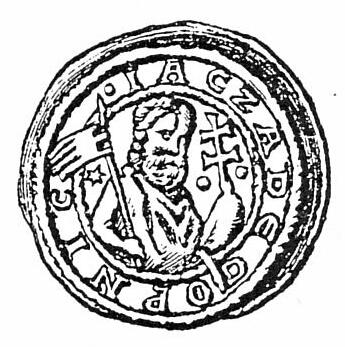
Брактеат Яксы со знаменем, патриаршим крестом и надписью IACZA DE COPNIC

Его прозвище «Копаница» связывают с одним из современных районов Берлина Кёпеник. Там в 1150-е годы был князь, чеканивший свою монету. Но границы владений историкам достоверно не известны. Предполагается, что он владел землями в бассейне рек Шпрее, Даме, Нотте. Кроме Копаница, туда могли входить Барним, Тельтов.
В Великопольской хронике ошибочно смешивается с Яксой из Мехова, из рода Грифитов. Тот Якса около 1142 года был женат на Агате, дочери Петра Власта, и назван князем сорбов.

## Смерть Прибыслава

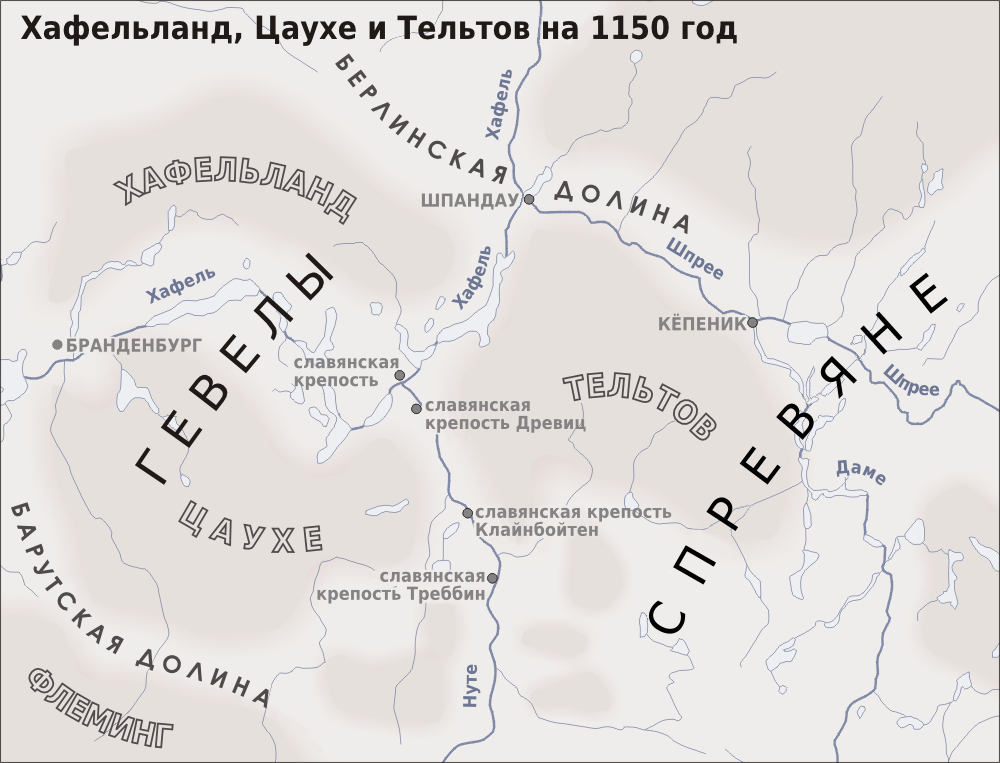
Бранденбург и окрестности в 1150 году

В 1150 году умер родич Яксы, правитель Бранибора Прибыслав-Генрих.
Жена Прибыслава Петрисса три дня скрывала его смерть и не хоронила мужа, дожидаясь, когда прибудет с сильным войском Альбрехт Медведь. Немецкие хронисты пишут, что Петрисса выполняла желание и волю Прибыслава-Генриха:

Когда он, удручённый старостью, начал уже дряхлеть, то честно увещевал свою жену о том, что обещал после своей смерти город Бранденбург маркграфу Адальберту.— «Трактат Генриха Антверпенского о взятии города Бранденбурга»
Н. П. Грацианский ставил под сомнения эти утверждения, «сочинённые хронистами».
Дабы упрочить своё положение в Браниборе, Альбрехт Медведь устроил Прибыславу-Генриху пышные похороны, но изгнал из города ряд жителей. Альбрехт обвинял их «в преступном языческом разбое» и «мерзостях идолопоклонства». Грацианский считал, что под этим предлогом были изгнаны многие влиятельные жители. И хотя Альбрехт оставил в Браниборе смешанный германо-славянский гарнизон, недовольство населения было велико.

## Борьба за Бранибор
«Трактат Генриха Антверпенского о взятии города Бранденбурга» пишет, что, когда Якса, находившийся в Польше, узнал о гибели Прибыслава и захвате Бранибора, он огорчился, считая, что навсегда лишился наследственных прав на этот город.
В 1155 году Якса прибыл из Польши в Бранибор и занял город. «Хроника князей Саксонии» и «Трактат Генриха Антверпенского…» объясняют это большим войском Яксы и подкупом стражей, охранявших ворота. Грацианский утверждал, что гарнизон, «состоявший частью из славян, не стал защищать город».
Лишь в 1157 году Альбрехту Медведю удалось отбить назад Бранибор. Чтобы вернуть себе контроль над Эльбой, Альбрехт организовал большой поход на город. В экспедиции приняли участие ряд саксонских князей и архиепископ магдебургский Вихман. Большое немецкое войско, разделившись на три отряда, окружило город и после долгой осады принудило его защитников к сдаче 11 июня 1157 года.
После этого он принял титул маркграфа Бранденбургского. Этот момент и считают датой основания Бранденбургской марки.

## После падения Бранибора

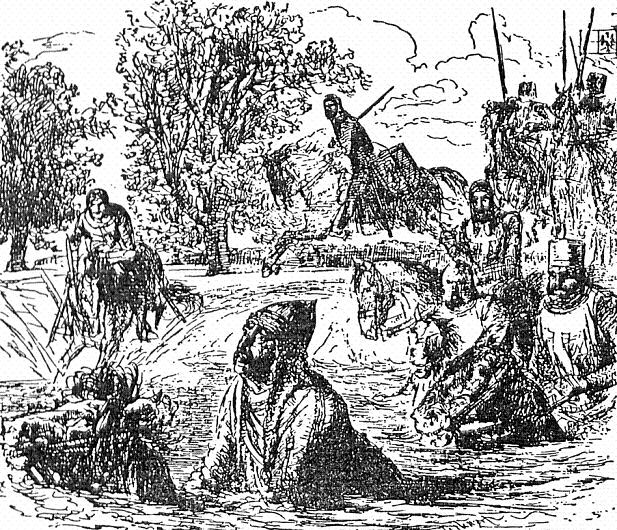
Тонущий Якса на коне, гравюра на дереве

После 1157 года прямых указаний на судьбу Яксы нет. Исследователи по-разному интерпретируют известные им источники. Так, «Трактат Генриха Антверпенского о взятии города Бранденбурга» утверждает:

Но, после того как там и здесь пролилась кровь и те, которые были в городе, увидели себя в крайней нужде и поняли, что они не смогут избежать рук противников, они, заключив соглашение, вынуждены были сдаться маркграфу, принеся ему клятву верности.
 Эта цитата позволяет считать, что Якса был убит или принёс присягу. Но есть и иные версии.

### Легенда о спасении
Согласно легенде начала XIX века, после взятия Бранденбурга Альбрехт с двумя рыцарями преследовал Яксу. На переправе через Хафель потерявший последние силы конь Яксы стал тонуть. Язычник в отчаянии воззвал к христианскому богу, подняв щит над головой. Ему вдруг показалось, что чья-то могучая рука взяла его за щит и удержала над водой, придав силы тонущему коню. Добравшись до берега, Якса поклялся в верности Господу и повесил свой щит на дуб: «свой щит же, которого касалась десница Господа, оставил он тому месту, где проявилось Чудо».
Эта версия является одним из вариантов объяснения, почему на монетах Яксы изображён крест. Но хроники, рассказывая в 1150—1157 годы о Яксе, не именуют его язычником и идолопоклонником. Это допускает иной вариант принятия христианства и ставит под сомнение содержание легенды.

### Померания
Ряд авторов утверждают, что Яцко бежал в Померанию и стал основателем рода Gutzkow (Гуцков или Гюцков). По этой версии, дочь Яцко из Копаницы вышла замуж за Фридриха II Зальцведеля, а их третий сын Яцко Зальцведель и стал основателем этого рода.
После смерти Яцко из Копницы остатки его владений достались померанским князьям братьям Богуславу (умер в 1187) и Казимиру (умер в 1180). Считается, что эти земли были опорой для войн померан с Бранденбургом.

### Якса из Мехова
Якса из Мехова (ум. 1176), по преданию, происходил из рода Грифитов, и его именуют также Якса Грифич. Его род увязывают с Померанской династией (Грифичами). В Великопольской хронике около 1142 года он назван князем сорбов и сообщается о его браке с дочерью Петра Власта (который в хронике выводится из Дании), причём он ошибочно смешивается с Яксой из Копаницы.
Якса из Мехова в 1162 году совершил паломничество в Палестину, после чего основал монастырь.
В 1170 году Якса из Мехова был одним из лидеров, выступавших в Кракове против польского короля Болеслава Кудрявого.
Смерть Яксы из Мехова исследователи относят к 1176 году.